# Episodi di Veep - Vicepresidente incompetente (terza stagione)
La terza stagione della serie televisiva Veep - Vicepresidente incompetente, composta da 10 episodi, è stata trasmessa dal 6 aprile all'8 giugno 2014 sul canale via cavo statunitense HBO.
In Italia, la stagione è andata in onda in prima visione sul canale satellitare Sky Atlantic dal 7 ottobre al 4 novembre 2014.
| nº | Titolo originale     | Prima TV USA   | Prima TV Italia |
| -- | -------------------- | -------------- | --------------- |
| 1  | Some New Beginnings  | 6 aprile 2014  | 7 ottobre 2014  |
| 2  | The Choice           | 13 aprile 2014 | 7 ottobre 2014  |
| 3  | Alicia               | 20 aprile 2014 | 14 ottobre 2014 |
| 4  | Clovis               | 27 aprile 2014 | 14 ottobre 2014 |
| 5  | Fishing              | 4 maggio 2014  | 21 ottobre 2014 |
| 6  | Detroit              | 11 maggio 2014 | 21 ottobre 2014 |
| 7  | Special Relationship | 18 maggio 2014 | 28 ottobre 2014 |
| 8  | Debate               | 1º giugno 2014 | 28 ottobre 2014 |
| 9  | Crate                | 8 giugno 2014  | 4 novembre 2014 |
| 10 | New Hampshire        | 8 giugno 2014  | 4 novembre 2014 |